# Ferdinando Paër

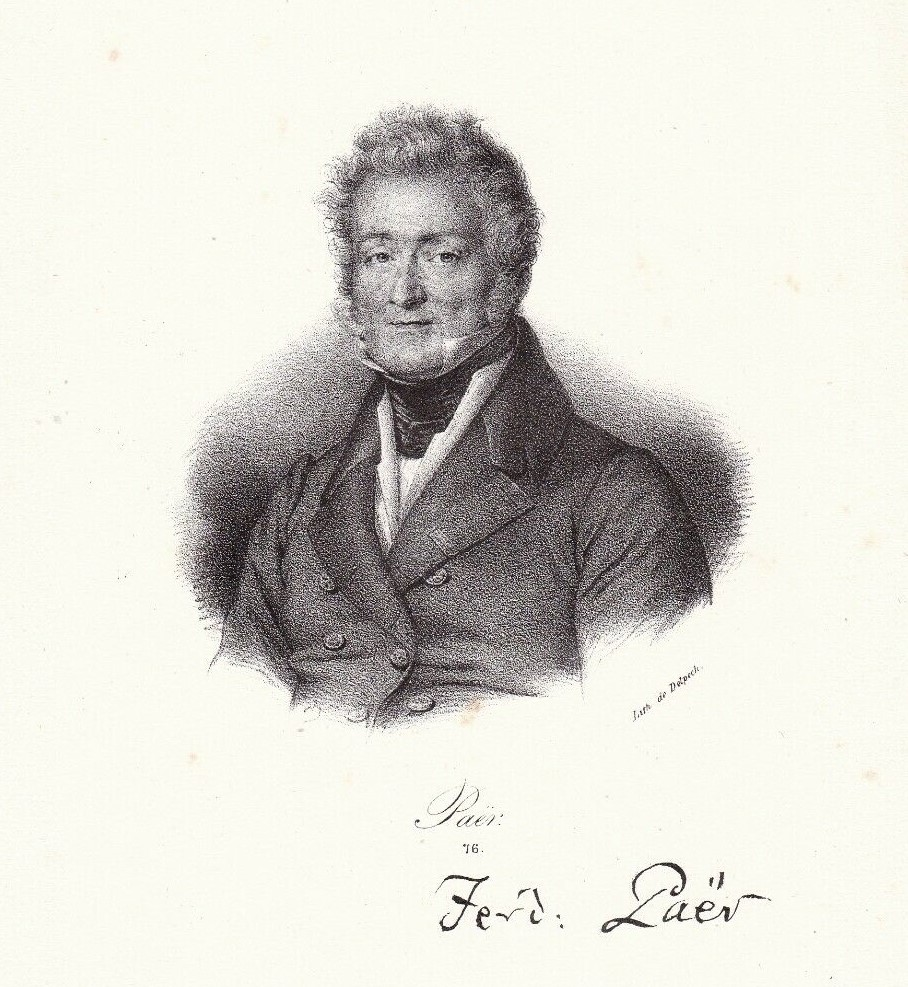
Ferdinando Paër.

Ferdinando Paër, född 1 juni 1771 i Parma, död 3 maj 1839 i Paris, var en italiensk tonsättare.

## Biografi
Ferdinando Paër studerade i Parma och vid tjugo års ålder blev han maestro di capella vid hovet hos Hertigen i Parma. Han var en produktiv kompositör och hade redan skrivit tjugo operor när han 1797 blev inbjuden att komma till Wien och blev musikdirektör vid Kärntnertortheater. Under denna period började han att skriva sina mästerverk, bland annat Griselda 1798, Parma, Camilla 1799, Wien, Sargino 1803, Dresden och L'Agnese 1809, Ponte d'Attaro. 1803 övertog han Naumanns titel som hovdirigent i Dresden. Där skrev han operan L'amore coniugale, och senare skulle Beethoven skriva en opera Fidelio på samma text. Av Napoleon I fick han uppdraget som hovkompositör 1807 och flyttade till Paris, han övertog där 1812 Spontinis plats som dirigent på Théâtre italien. Han tillbringade sina sista tjugo år av sitt liv i Paris och dog 1839.
Paër som person var ibland rätt otrevlig och var intrigant av sig och kunde mycket väl få för sig att underminera en annans kompositörs operapremiär men han var ändock en osedvanlig talang vars popularitet endast överskuggas av Mayrs.
Innan Paër kom till Wien och influerades av Mozarts musik hade han mest skrivit operor i äldre Opera seria-stil, hans harmoniseringar blev mer rörligare, instrumentationen rikare och modulationen mer varierad men han saknade ändå en personlig stil. Som bäst når Paër i operan Sargino, som är att betrakta som hans mästerverk, hans musik är ömsom majestätisk och ömsom intim och nära, till exempel Achille. Med operan L'Agnese kommer Paër närmare en ny stil i operavärlden som är mer naturlig där den vanliga människan står i centrum. Han skrev inte bara Opera seria utan också Opera buffa och Opera semiseria och lär ha varit den som fulländade Opera semiseria. Bland sina elever hade han den unge Franz Liszt.

## Operor i urval
- Il Tempo fa giustizia a tutti Hösten 1792 Parma
- L'Intrigo amoroso December 1795 Teatro San Molé Venedig
- Il Principe di Taranto 11 februari 1797 Parma
- Griselda Ossia la Virtù al Cimento Januari 1798 Parma
- Camilla ossia Il Sotteraneo 23 februari 1799 Theater am Kärntnertor Wien
- Poche, ma buone ossia Le donne cambiate 18. December 1800 Theater am Kärntnertor Wien
- Achille 2 akter, Giovanni de Gamerra, 6. Juni 1801 Theater am Kärtnertor Wien

EA 1803 Prag; 1804 Dresden; 1808 Paris; 1812 Mannheim; 1816 Forli; 1816 Milano Scala; 1802 Frankfurt, 1823 och 1835; Stuttgart 1805; Berlin 1810; Petersburg 1810; Budapest 1812; Hannover 1815; Köpenhamn 1820; Prag 1825; Riga 1825; Warszawa 1808
- Sargino ossia L'Allievo dell'amore 26. Maj 1803 Dresden
- Leonora ossia L'Amore conjugale 3. Oktober 1804 Dresden
- Sofonisba 19. Maj 1805 Teatro Comunale Bologna (till öppningen av teatern)
- Agnese di Fitz-Henry 2 akter Luigi Buonavoglia oktober 1809 Ponte d'Altaro i Parma

EA Parma 1811; Neapel 1812; Rom 1813; Trieste 1813; Milano, Scala 1814; Dresden 1812; Weimar 1813; München, Barcelona 1816; London 1817; Paris 1819; Odessa 1821; Lissabon 1823; Wien 1825; Santiago, Chile 1830; Berlin 1815; Wien, Theater an der Wien 1820; Budapest 1820; Amsterdam 1823; på ryska (Petersburg 1822), översatt till danska och polska.
- La Maître de Chapelle ou Le souper imprévue 29. Mars 1821 Opéra-Comique Paris

## Övriga verk
- Mässa i d-moll, Missa piena 1805.